# Monica Juneja
Monica Juneja (* 1955 in Kairo) ist eine Kunsthistorikerin und Hochschullehrerin an der Ruprecht-Karls-Universität Heidelberg. 
Juneja studierte an einer Universität in Neu-Delhi und wurde an der École des Hautes Études en Sciences Sociales in Paris promoviert. Sie war Professorin in Delhi und Dozentin an den Universitäten Bielefeld, Halle an der Saale und Heidelberg. Vor dem Ruf nach Heidelberg war sie Gastprofessorin an der Emory University in Atlanta. Seit 2009 hat sie den Lehrstuhl für Globale Kunstgeschichte des Exzellenzclusters „Asia and Europe in a Global Context“ der Universität Heidelberg inne.
Ihr Forschungsschwerpunkt liegt in den Bereichen der europäischen und indischen Studien und deren Praktiken in der visuellen Darstellung, den disziplinarischen Bahnen der Kunstgeschichte in Südasien, der Gender und politischen Ikonographie im modernen Frankreich, sowie der Schnittstelle zwischen Christianisierung, religiösen Identitäten und kulturellen Praktiken des frühneuzeitlichen Südasiens. 2011 veröffentlichte Juneja den Artikel „Global Art History and the Burden of Representation“, der Teil eines Sammelbands mit dem Titel „Global Studies: Mapping Contemporary Art and Culture“ im Hatje Cantz Verlag Stuttgart war.
Für 2023 wurde Juneja der Meyer-Struckmann-Preis für geistes- und sozialwissenschaftliche Forschung zugesprochen.

## Schriften
- Die Universalität der Kunstgeschichte, Theme Issue, Kritische Berichte. Zeitschrift für Kunst- und Kulturwissenschaften, Heft 2, 2012. (Edited with Matthias Bruhn and Elke Werner)
- Frames of Reception. Islamicate Visual Culture in Western Contexts, Theme Issue, The Medieval History Journal, 15.2, 2012. (Edited with Vera Beyer and Isabelle Dolezalek)
- Multi-Centred Modernisms. Reconfiguring Asian Art of the Twentieth and Twenty-First Centuries, Theme Issue, Transcultural Studies, 2010–11. (Edited with Franziska Koch)
- Religious Conversion in medieval and pre-modern societies, Theme Issue, The Medieval History Journal vol. 12.2, 2010, London/Los Angeles/New Delhi: Sage Publications. (Edited with Kim Siebenhüner)
- Religion und Grenzen in Indien und Deutschland: Studien zu einer transnationalen Historiographie, Göttingen: V&R Unipress, 2009. (Edited with Margrit Pernau)
- Text und Bild in den Berichten über außereuropäische Welten, Theme Issue Zeitenblicke, 2008. (Edited with Barbara Potthast)
- Coping with natural disasters in pre-modern societies, New Delhi, 2007. (Edited with Franz Mauelshagen)
- The lives of objects in the pre-modern World, Theme Issue The Medieval History Journal, 8.1, 2005. (Edited with Gabriela Signori)
- Architecture in medieval India. Forms, Contexts, Histories. (Reader in Series South Asian History. Theories and Interpretations), New Delhi: Permanent Black, 2001.
- Exploring Alterity in Pre-Modern Societies (ed.), theme issue The Medieval History Journal, 5 (2), 2002.
- Peindre le paysan. L’image rurale dans la peinture française de Millet à Van Gogh, Paris: Editions du Makar, 1998.
- I Preparation
- Painters and Painting in pre-colonial India, commissioned for Series South Asian History – Readings and Interpretations, Permanent Black, New Delhi.
- Can Art History be made Global? A Discipline in Transition (working title of a monograph in preparation)
- Gender and the Body in the Contemporary Arts (Edited with Melanie Trede)
- “Archaeologising” Angkor? Heritage between Local Social Practice and Global Virtual Reality, Heidelberg, Springer Verlag (Edited with Michael Falser)